# Idaea flavicosta
Idaea flavicosta är en fjärilsart som beskrevs av Paul Dognin 1914. Idaea flavicosta ingår i släktet Idaea och familjen mätare. Inga underarter finns listade i Catalogue of Life.